# キーラ・キリロヴナ
キーラ・キリロヴナ（ロシア語: Ки́ра Кири́лловна, 1909年5月9日 - 1967年9月8日）は、ロシアの皇族。キリル・ウラジーミロヴィチ大公とその妻ヴィクトリヤ・フョードロヴナ妃（イギリス王女ヴィクトリア・メリタ）の間の第2子、次女。プロイセン王子ルイ・フェルディナントの妻。

## 生涯
キーラは両親が皇帝ニコライ2世から結婚の許しを受けられず、パリに亡命していた時に生まれた。結婚が許されなかった表向きの理由は、ロシア正教会の教会法の禁令を破って両親が従姉弟婚に踏み切ったためとされていた。しかし本当の理由は、母ヴィクトリア・メリタがニコライ2世の皇后アレクサンドラ・フョードロヴナの兄であるヘッセン大公エルンスト・ルートヴィヒと離婚した後に父キリルに走ったことが問題視されたためだった。両親はキーラが生まれてまもなく皇帝夫妻と和解し、娘たちを連れてロシアに帰国した。
1917年にロシア革命が起きると、キリル大公一家はフィンランドに亡命した。フィンランドに逃れてまもなく、40歳の母ヴィクトリア・メリタは長男ウラジーミルを出産した。大公一家は白軍がボリシェヴィキ政権を打倒したらすぐ帰国しようと、1年以上その時を待ち続けたが、帝政復活は実現しなかった。一家はドイツのコーブルクに移り、その後フランスのサン＝ブリアックに身を落ちつけた。キーラはアレクサンドル2世の曾孫として「ロシア公女」の称号を与えられていたが、1924年父キリル大公がロシア皇帝を自称すると、それに伴い「ロシア大公女」の称号を使用することになった。
キーラは活発で一本気な性格で、怒りっぽくさえあり、姉のマリヤとは対照的だった。またキーラは知的で好奇心が強く、母と同じく芸術に関心があり、サン＝ブリアックのアート・スタジオで働くようになった。キーラは親戚たちの住むイギリス宮廷をしばしば訪れた。キーラは適齢期になってもなかなか縁談がまとまらなかった。最初、キーラにはスペインの王位継承者アルフォンソ王子との縁談が舞い込んだが、アルフォンソがギリシアのニコラオス王子の娘たちに関心を寄せ始めたため、立ち消えになった。次にキーラはルーマニアの大貴族コンスタンティン・スツ公爵と恋に落ちたが、キーラの従兄であるルーマニア王カロル2世は政治的理由から二人の結婚を許さなかった。

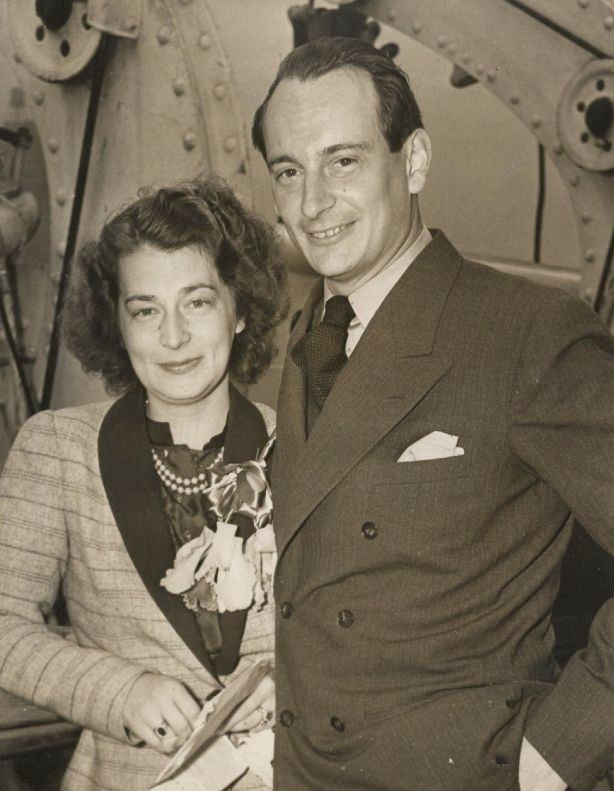
キーラと夫ルイ・フェルディナント（1938年）

1938年5月4日、キーラはプロイセンのルイ・フェルディナント王子と結婚した。ルイ・フェルディナントはドイツのヴィルヘルム元皇太子の次男で、いずれプロイセン王家の家長となる予定だった。夫妻は7人の子供をもうけ、ブレーメンで暮らした。第2次世界大戦末期に夫妻が住んでいた東プロイセンに、ソ連軍が迫ってきたため、比較的安全な西部ドイツに疎開している。
戦後、キーラはニコライ2世の末娘アナスタシヤ・ニコラエヴナ大公女を名乗る女性アンナ・アンダーソンの主張の真偽をめぐる裁判に証人として呼び出された。キーラは1952年、アンダーソンを本物と信じる姑ツェツィーリエ元皇太子妃の強い勧めで、アンダーソンには一度だけ会っていた。キーラはアンダーソンをアナスタシヤだとは思えなかった。キーラはアンダーソンが「感じの悪い女」で「淑女ではない」し、アンダーソンがロシア皇族ならば体得しているはずの上流階級英語を話せないこともおかしいと思っていた。キーラが又従姉のアナスタシヤに最後に会ったのは7歳のときであった。キーラの叔父アンドレイ・ウラジーミロヴィチ大公はアンダーソンをアナスタシヤだと認めていたが、キーラの両親はどちらもアンダーソンはアナスタシヤではないと確言していた。
晩年、キーラは長男のフリードリヒ・ヴィルヘルムが平民と結婚してプロイセン王家の継承権を放棄したことに、ひどく失望した。キーラは1967年9月8日、サン＝ブリアックに弟のウラジーミル大公を訪ねた際、心臓発作を起こして急死した。

## 子女
キーラは夫ルイ・フェルディナント王子との間に7人の子女をもうけた。
- フリードリヒ・ヴィルヘルム（ドイツ語版）（1939年 - 2015年）  - 貴賤結婚により継承権を放棄
- ミヒャエル（英語版）（1940年 - 2014年 ） - 貴賤結婚により継承権を放棄
- マリー・セシール（1942年 - ）
- キーラ（英語版）（1943年 - 2004年）
- ルイ・フェルディナント（1944年 - 1977年）
- クリスティアン・ジギスムント（1946年 - ）
- クセニア（1949年 - 1992年）